# Ligne 1 (CFL)
Pour les articles homonymes, voir Ligne 1.
La ligne 1 Luxembourg – Troisvierges-frontière ou ligne du nord est une ligne de chemin de fer de 76,8 km reliant Luxembourg à Troisvierges sur la frontière avec la Belgique.
Exploitée par la Compagnie des chemins de fer de l'Est en 1862, puis après 1872 par la Direction générale impériale des chemins de fer d'Alsace-Lorraine, par l'Administration des chemins de fer d'Alsace et de Lorraine après 1919, par la SNCF après 1938 puis par la Deutsche Reichsbahn après 1940, elle est exploitée depuis 1946 par la société nationale des chemins de fer luxembourgeois. 
Elle est prolongée à Gouvy par la ligne 42 belge vers Liège. Au sud de Luxembourg, elle est prolongée par la ligne 6 vers Bettembourg et la frontière avec la France.

## Histoire
Le 21 juillet 1862, la Compagnie des chemins de fer de l'Est, exploitant des lignes de la Société royale grand-ducale des chemins de fer Guillaume-Luxembourg, ouvre à l'exploitation la section de Luxembourg à Ettelbruck,. Elle constitue une section de la jonction grand-ducale, la ligne ferroviaire reliant Luxembourg à Spa en Belgique.
Le 15 décembre 1866, la Compagnie de l'Est met en service la section d'Ettelbruck à Troisvierges.
Le prolongement jusqu'à la frontière et Gouvy est mis en service le 20 février 1867. Jusque 1873, la ligne Pepinster - Spa - Trois-Ponts - Gouvy, qui constitue le prolongement en Belgique de la Jonction Grand-Ducale, faisait partie du réseau Guillaume-Luxembourg.
La ligne est dotée d'une 2e voie à plusieurs endroits le 15 mars 1917.
La ligne est électrifiée entre 1988 et 1993, en partant de la gare de Luxembourg : en 1988 jusqu'à Ettelbruck, en 1991 jusqu'à Kautenbach et le tronçon restant en 1993. Dans cette même période, le Luxembourg et l'Union européenne participent financièrement à la modernisation et à l'électrification de la ligne 42 belge qui est reliée à la ligne 1 luxembourgeoise : en effet, la fermeture de la ligne 42 est envisagée par la SNCB dans les années 1980 mais est abandonnée sous la pression du grand-duché.
Entre 2002 et 2005, un embranchement temporaire est construit et utilisé dans le cadre de la construction de l'autoroute A7 entre Lorentzweiler et Lintgen afin de fournir le chantier en matériaux ; les installations sont déposées depuis.

## Caractéristiques

### Tracé
Longue de 76,8 kilomètres, la ligne relie la capitale au nord du grand-duché et à la Belgique. D'orientation nord-sud, elle est électrifiée en 2 x 25 kV – 50 Hz, sauf entre Troisvierges et la frontière où le 25 kV – 50 Hz simple est utilisé et est à deux voies banalisées, avec des tronçons à voie unique et à écartement normal (1 435 mm).
Les tronçons suivants sont à voie unique :
- Ettelbruck-Goebelsmühle ;
- Goebelsmühle-Kautenbach ;
- Kautenbach-Wilwerwiltz ;
- Drauffelt-Clervaux ;
- Clervaux-Troisvierges ;
- Troisvierges-Frontière.

Le tracé de la ligne, qui dessert le très vallonné nord du Luxembourg en passant par des vallées étroites et sinueuses n'est pas très favorable, avec une pente maximale de 17 ‰. Cela se traduit par un nombre considérable d'ouvrages d'arts, avec pas moins de 28 ponts et 20 tunnels, dont le viaduc de Pulvermühl et l'enchaînement des viaducs de Clausen, Pfaffenthal et Dräi Eechelen,.

### Infrastructures

#### Signalisation
La ligne est équipée de la signalisation ferroviaire luxembourgeoise et du Système européen de contrôle des trains de niveau 1 (ETCS L1), ce dernier cohabite jusqu'au 31 décembre 2019 avec le Memor II+.

#### Gares
Outre la gare d'origine, de Luxembourg, la ligne comporte 19 gares ou haltes voyageurs : Pfaffenthal-Kirchberg, Dommeldange, Walferdange, Heisdorf, Lorentzweiler, Lintgen, Mersch, Cruchten, Colmar-Berg, Schieren, Ettelbruck, Michelau, Goebelsmühle, Kautenbach, Wilwerwiltz, Drauffelt, Clervaux et Troisvierges. Trois de ces gares ont également des installations de « terminal fret » et de « gare de formation » : Mersch, Ettelbruck et Troisvierges.

#### Vitesses limites
La vitesse limite varie de 80 à 120 km/h. Dans le détail, elle est de 80 km/h de la gare de Luxembourg à la gare de Pfaffenthal-Kirchberg, de 100 km/h vers la gare de Dommeldange sur un court tronçon puis est de 120 km/h jusqu'à la gare de Lorentzweiler. Ensuite elle est de 100 km/h jusqu'en gare de Mersch, de 90 km/h jusqu'à la gare de Colmar-Berg et de 110 km/h à nouveau jusqu'à la gare d'Ettelbruck. Ensuite, elle est de 95 km/h jusqu'à la gare de Troisvierges puis de 100 km/h jusqu'à la frontière.

## Trafic
La ligne est desservie par deux lignes commerciales des CFL :
- la ligne Luxembourg - Ettelbruck - Troisvierges - Gouvy (Belgique) ;
- la ligne Rodange - Esch-sur-Alzette - Luxembourg - Troisvierges.

La desserte s'effectue dans la pratique par des trains Regional-Express et Regionalbunn, ces derniers s'arrêtant à Diekirch. Enfin, les Intercity belges reliant Liège ou Liers à Luxembourg sont intégrés à cette ligne.
Des trains de marchandises empruntent la ligne mais le trafic marchandises international est très faible.